# Giuseppe Abbamonte
Giuseppe Antonio Abbamonte ou Giuseppe Abbamonti (né le 21 janvier 1759 à Caggiano, dans l'actuelle province de Salerne, en Campanie, alors dans le royaume de Naples et mort à Naples le 9 août 1819) était un homme d'État italien de la fin du XVIIIe et du début du XIXe siècle.

## Biographie
Membre du directoire de la République cisalpine en 1799, Giuseppe Abbamonte fut condamné à mort après l'intervention austro-russe et amnistié en 1801 lors du rétablissement de la République italienne.